# Li Ying
Li Ying (chiń. 李莹; ur. 29 listopada 1988) – chińska siatkarka grająca jako przyjmująca. 
Podczas Mistrzostw Azji w Siatkówce Klubowej Kobiet w 2014 roku wraz z Tianjin Bohai Bank zdobyła srebrny medal i została nagrodzona jako "Najlepszy przeciwnik".
W latach 2015–2016 występowała w drużynie Tianjin Bridgestone.